# Ajuda (Lisbonne)
Pour les articles homonymes, voir Ajuda.
Ajuda est une paroisse civile portugaise dans la municipalité de Lisbonne couvrant une superficie de 3,15 km2 et comptant 17 961 habitants (en 2001). Sa densité est de 5 707,3 habitants/km2.
Ajuda signifie en portugais aide.

## Histoire

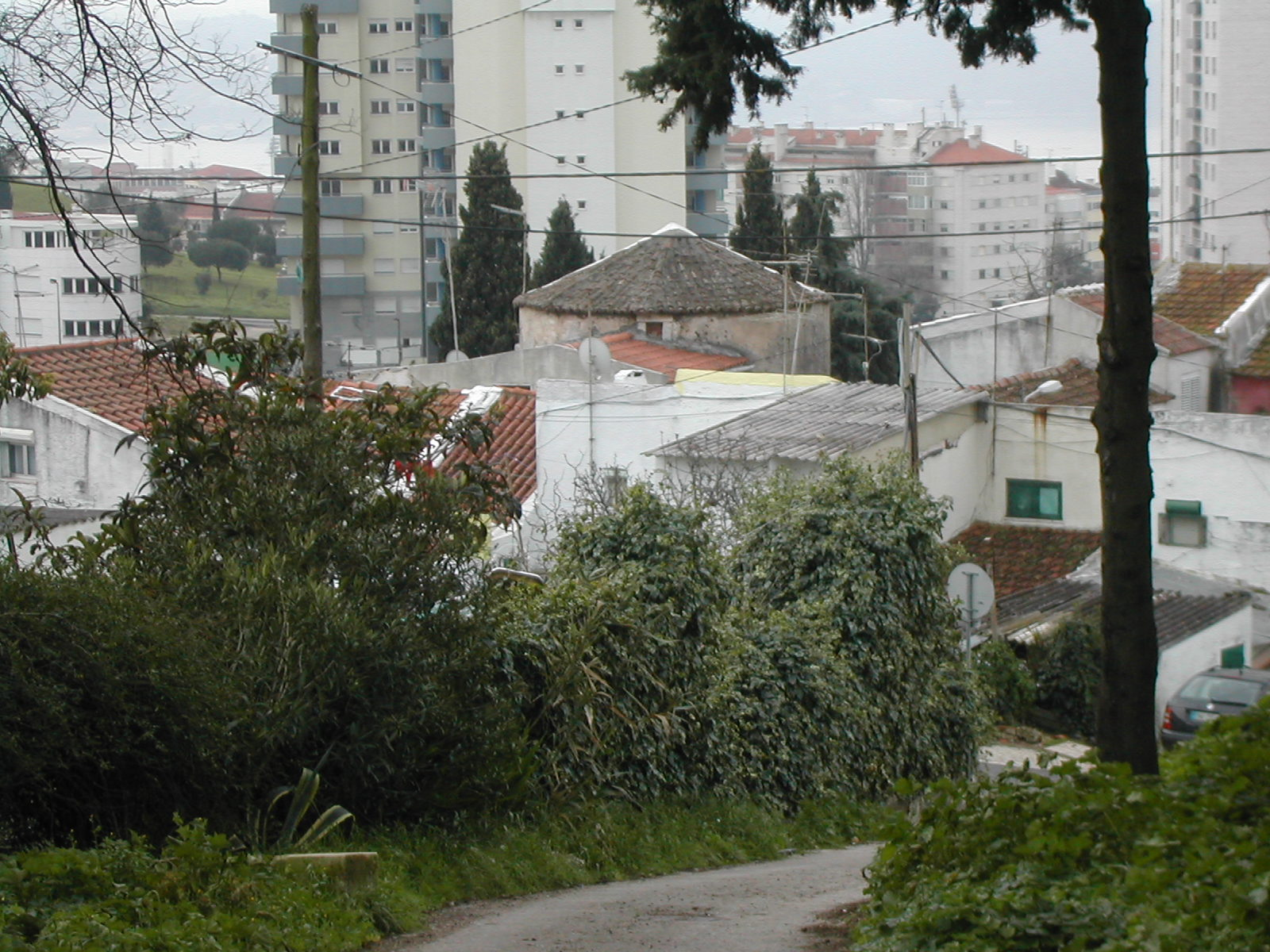
Les restes de l’ancien moulin à vent du Bairro do Caramão au milieu des immeubles plus récents.

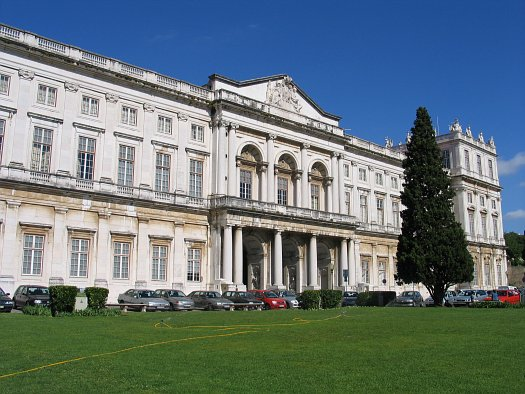
Façade du palais national d'Ajuda.

Une légende stipule qu'un berger arrivant en ce lieu aurait rencontré la Vierge Marie. L'annonce de cet évènement se répand et la région reçoit rapidement la visite de nombreux croyants qui viennent y vivre. Une chapelle est construite, ainsi que des maisons et des cabanes. Le petit sanctuaire est ensuite remplacé par une église et le nombre de pèlerins croît. Catherine de Castille, la femme du roi Jean III de Portugal vient en pèlerinage à Ajuda ce qui pousse des membres de la noblesse à y construire des résidences.
Ajuda devient une paroisse en 1551.
Ajuda n'échappe pas à la destruction pendant le tremblement de terre de Lisbonne de 1755. Est détruit entre autres le couvent de Nossa Senhora da Boa Hora qui est reconstruit en 1756 par des moines Augustins. La famille royale doit abandonner le Palácio da Ribeira et vient vivre avec la cour à la Quinta de Cima d'Ajuda au début dans des logements en bois appelés localement Real Barraca (Baraque royale en français).
L'insécurité à Lisbonne après le tremblement de terre et le tsunami poussent de nombreuses personnes à s'installer à Ajuda. La population passe de 1 059 habitants à 4 748 habitants. Le village est constitué de cinq agglomérations séparées, Calçada da Ajuda, Travessa da Estopa, Calçada de Nossa Senhora da Ajuda, Rua das Mercês et Rua da Paz.
En 1762, Ajuda intègre la municipalité de Lisbonne. En 1768, le marquis de Pombal construit le jardin botanique à Horta da Quinta de Cima. C'est aussi à cette époque, entre 1766 et 1787, que Diogo Inácio de Pina Manique construit le cimetière d'Ajuda où de nombreux servants royaux sont enterrés. Le Real Barraca est remplacé par un grand palais, le palais royal d'Ajuda. La construction commence en 1795 mais est interrompue par l'invasion française et la fuite de la famille royale au Brésil et n'est terminée qu'au milieu du XIXe siècle. Ce palais sera la résidence officielle du roi Charles Ier de Portugal.
Entre 1852 et 1885, Ajuda est intégrée à la municipalité de Belém puis est réintégrée à celle de Lisbonne à la fin du XIXe siècle.

## Architecture
- Palácio Nacional da Ajuda : palais initié par Manuel Caetano de Sousa, la construction commence en 1795 sous la direction de Francisco Xavier Fabri et José da Costa e Silva. C'est la résidence officielle du Roi du Portugal jusqu'en 1910.
- Couvent de Nossa Senhora de Boa Hora.
- Jardin botanique d'Ajuda, créé en 1768, le plus ancien du Portugal.
- Eglise de la Mémoire, de 1788, de style néo-classique.
- Cimetière d'Ajuda, datant de 1787.